# 26002 Angelayeung
26002 Angelayeung (tên chỉ định: 2001 FL103) là một tiểu hành tinh vành đai chính. Nó được phát hiện bởi dự án Nghiên cứu tiểu hành tinh gần Trái Đất Lincoln ở Socorro, New Mexico, ngày 18 tháng 3 năm 2001. Nó được đặt theo tên Angela Yu-Yun Yeung, an American high school student và finalist in the 2010 Intel Science Talent Search.